# Episodi di Doctor Who (serie televisiva 2005) (seconda stagione)

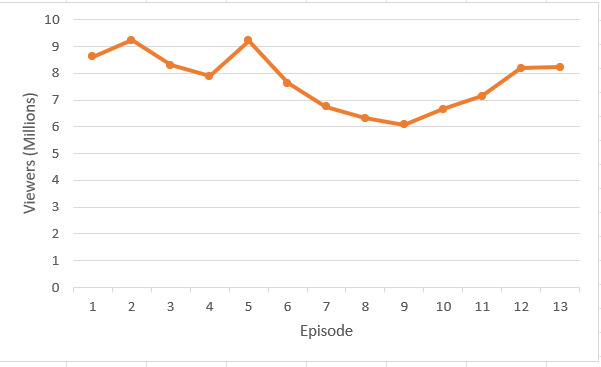
Grafico di valutazione degli episodi

La seconda stagione della seconda serie televisiva Doctor Who (2005-2022), con David Tennant come Decimo Dottore, è stata trasmessa nel Regno Unito dal 25 aprile all'8 luglio 2006 su BBC One.
In Italia gli episodi della stagione sono andati in onda in prima visione con cadenza settimanale dal 31 dicembre 2006 al 25 marzo 2007 su Jimmy. In prima visione free, gli episodi sono stati trasmessi dal 31 gennaio al 14 febbraio 2011 su Rai 4, preceduti dalla trasmissione dello speciale natalizio L'invasione di Natale il 29 gennaio 2011.
L'episodio Una vecchia amica è il backdoor pilot dello spin-off della serie, Le avventure di Sarah Jane
È interessante notare come in quasi tutte le puntate di questa stagione si faccia esplicito riferimento all'istituto Torchwood, l'agenzia governativa che dà il nome all'omonima serie, altro spin-off del Doctor Who.
In questa stagione viene introdotto il personaggio di Donna Noble, colei che diventerà la compagna di viaggio del Dottore nella quarta stagione.
| nº | Titolo originale          | Titolo italiano                           | Prima TV UK    | Prima TV Italia  |
| -- | ------------------------- | ----------------------------------------- | -------------- | ---------------- |
| 1  | New Earth                 | La vendetta di Cassandra                  | 15 aprile 2006 | 31 dicembre 2006 |
| 2  | Tooth and Claw            | L'impero del Lupo                         | 22 aprile 2006 | 7 gennaio 2007   |
| 3  | School Reunion            | Una vecchia amica                         | 29 aprile 2006 | 14 gennaio 2007  |
| 4  | The Girl in the Fireplace | Finestre nel tempo                        | 6 maggio 2006  | 21 gennaio 2007  |
| 5  | Rise of the Cybermen      | L'ascesa dei Cyber-uomini (prima parte)   | 13 maggio 2006 | 28 gennaio 2007  |
| 6  | The Age of Steel          | L'ascesa dei Cyber-uomini (seconda parte) | 20 maggio 2006 | 4 febbraio 2007  |
| 7  | The Idiot's Lantern       | La Trasmittente                           | 27 maggio 2006 | 11 febbraio 2007 |
| 8  | The Impossible Planet     | L'abisso di Satana (prima parte)          | 3 giugno 2006  | 18 febbraio 2007 |
| 9  | The Satan Pit             | L'abisso di Satana (seconda parte)        | 10 giugno 2006 | 25 febbraio 2007 |
| 10 | Love & Monsters           | Sulle tracce del mito                     | 17 giugno 2006 | 4 marzo 2007     |
| 11 | Fear Her                  | La disegnatrice                           | 24 giugno 2006 | 11 marzo 2007    |
| 12 | Army of Ghosts            | L'esercito dei fantasmi (prima parte)     | 1º luglio 2006 | 18 marzo 2007    |
| 13 | Doomsday                  | L'esercito dei fantasmi (seconda parte)   | 8 luglio 2006  | 25 marzo 2007    |

## La vendetta di Cassandra
- Titolo originale: New Earth
- Diretto da: James Hawes
- Scritto da: Russell T. Davies

### Trama
Rose e il Dottore si spingono con il TARDIS più lontano di quanto siano mai andati: su Nuova Terra, anno 5 miliardi e 23. Su questo pianeta si sono insediati molti umani, dopo che il Sole, finito il suo ciclo vitale, è esploso distruggendo la Terra originale. Sulla carta psichica del Dottore compare un messaggio con la richiesta di recarsi al reparto 26 di un ospedale nelle vicinanze della città di Nuova New York. Una volta all'interno, però, lui e Rose si separano; Chip, un umanoide che li spiava sin dal loro arrivo sul pianeta, prende il controllo dell'ascensore su cui si trova la ragazza, e la porta in una specie di seminterrato nascosto. Qui la attende Cassandra, conosciuta nell'episodio La fine del mondo e data per morta.
Intanto il Dottore visita l'ospedale, che è gestito da una specie di felini umanoidi, appartenenti alla Sorellanza di Plenitude. Quasi subito nota una cosa molto strana: sembra che le Sorelle siano in grado, con farmaci segreti, di curare ogni malattia, anche quelle terminali. Comunque riconosce tra i pazienti la Faccia di Boe, che purtroppo sta morendo di vecchiaia.
Nel frattempo Cassandra spiega a Rose come sia riuscita a sopravvivere al loro ultimo incontro, e come Chip si sia preso cura di lei. Chip è un clone umanoide da lei creato per servirla e per sopperire a tutti i suoi bisogni. Quindi Cassandra rivela a Rose i suoi sospetti riguardo alla Sorellanza e alle sue cure, e chiede il suo aiuto. Ma la spinge anche a cadere nella sua macchina di "innesto psichico", con la quale si trasferisce nella sua mente. Cassandra ha quindi abbandonato il proprio corpo, che muore, e ha trasferito la propria coscienza nel corpo di Rose, di cui prende il controllo. Ha anche accesso ai suoi pensieri e ricordi, e torna dal Dottore. Ma il Dottore si rende conto che c'è qualcosa che non quadra nel cervello di Rose e così Cassandra svela il suo piano per scoprire il segreto della Sorellanza e si rivela al Dottore, liberando di proposito le cavie da laboratorio umane e infette con tutte le malattie degli uomini, utilizzate dalla Sorellanza per cure specifiche ai loro pazienti. La struttura viene messa in quarantena e le cavie da laboratorio ormai libere si riversano tra i reparti uccidendo tutti coloro che toccano. Spetta al Dottore escogitare un piano per salvare tutti, comprese le cavie, e far nascere una nuova razza umana. La Faccia di Boe si riprende e rivela al Dottore che si vedranno una terza e ultima volta, e sarà il momento in cui gli rivelerà "il Segreto". Cassandra, che nel frattempo era passata un paio di volte anche dal corpo del Dottore, quando questi le aveva intimato di uscire da Rose, decide di trasferirsi nel corpo di Chip, che ne è ben contento, ma egli è prossimo alla morte. Cassandra accetta la sua fine e chiede solo al dottore di poter vedere per l'ultima volta sé stessa nel suo massimo splendore, grazie al TARDIS. Chip, e con lui la coscienza della sua padrona, muoiono tra le braccia di una giovane Cassandra.
- Altri interpreti: Camille Coduri (Jackie Tyler), Noel Clarke (Mickey Smith), Zoë Wanamaker (Lady Cassandra O'Brien.Δ17), Sean Gallagher (Chip), Doña Croll (Matrona Casp), Michael Fitzgerald (Duca di Manhattan), Lucy Robinson (Frau Clovis), Adjoa Andoh (Sorella Jatt), Anna Hope (Novizia Hame), Simon Ludders (paziente), Andrew Hopkins (paziente bianco), Struan Rodger (Faccia di Boe)

## L'impero del Lupo
- Titolo originale: Tooth and Claw
- Diretto da: Euros Lyn
- Scritto da: Russell T. Davies

### Trama
Il Dottore e Rose finiscono nel lontano 1879 dove incontrano la Regina Vittoria che li invita a seguirla nella vecchia villa dell'ormai defunto marito. In quella villa accadono strani fatti riguardanti un lupo a caccia della regina, ma si scopre che in realtà non si tratta di una normale bestia ma di un lupo mannaro posseduto da un'entità aliena. Il suo scopo è di infettare la Regina e prenderne il controllo per governare così l'immenso impero britannico dell'epoca. Il Dottore riesce ad escogitare un piano per salvarla, utilizzando un gigantesco diamante per canalizzare i raggi della luna e sconfiggere così la bestia. Dopo aver assistito di persona a questi avvenimenti la Regina intuisce che esistono minacce che sono al di fuori dell'ordinario e che possono arrivare anche dalle stelle. Decide così di creare un'organizzazione speciale dell'impero britannico che prenderà il nome Torchwood.
- Altri interpreti: Pauline Collins (Regina Vittoria), Ian Hanmore (Padre Angelo), Michelle Duncan (Lady Isobel), Derek Riddell (Sir Robert), Jamie Sives (Capitano Reynolds), Ron Donachie (maggiordomo), Tom Smith ("L'Ospite"), Ruthie Milne (Flora)

## Una vecchia amica
- Titolo originale: School Reunion
- Diretto da: James Hawes
- Scritto da: Toby Whithouse

### Trama
Nella scuola media Duffry Vale High School, dopo che viene rimpiazzato il personale della mensa e alcuni insegnanti, molti alunni si comportano stranamente e la loro capacità di apprendimento aumenta vertiginosamente. Rose, che ha trovato lavoro come cuoca, e il Dottore, che si improvvisa insegnante, indagano su questi strani avvenimenti. A scuola arriva anche Sarah Jane Smith, una delle storiche accompagnatrici del Dottore (appare all'epoca del Terzo e del Quarto Dottore, negli anni '70), attirata come il Dottore dall'alone di mistero. Ovviamente lui la riconosce subito, mentre lei fatica a riconoscerlo dato il suo differente aspetto. Capirà che si tratta davvero del Dottore imbattendosi nel TARDIS. Inizialmente lo rimprovera di averla abbandonata e sostituita con una compagna più giovane ma capisce presto che il suo ruolo (come quello di qualsiasi altra) accanto al Dottore non poteva durare e il suo posto è nel presente. Si unisce però a lui in questa avventura e scoprono che questi bambini vengono sfruttati dal preside Finch e altri 12 alieni che assumono sembianze umane per risolvere il paradigma Skasis. Si tratta di un'equazione che permette di controllare spazio, tempo ed energia, costituenti del tessuto stesso dell'Universo. Per fare questo utilizzano la mente dei bambini in quanto la razza umana possiede un'anima che dona capacità intuitive superiori, la chiave che può risolvere il paradigma. Il Dottore, Jane e Rose, con l'aiuto del cane robotico K-9 sconfiggono gli alieni e liberano l'intera scuola (che finisce semidistrutta). Questa volta il Dottore trova il tempo di dire addio a Sarah e Rose prende coscienza che il suo tempo a bordo del TARDIS è limitato. D'altra parte il Dottore è l'ultimo dei Signori del Tempo, rimane (forse l'ultima) costante all'interno del continuo divenire delle cose.
- Altri interpreti: Noel Clarke (Mickey Smith), Elisabeth Sladen (Sarah Jane Smith), Anthony Head (Preside Finch), Rod Arthur (Mr. Parsons), Eugene Washington (Mr. Wagner), Heather Cameron (Nina), Joe Pickley (Kenny), Benjamin Smith (Luke), Clem Tibber (Milo), Lucinda Dryzek (Melissa), Caroline Berry (ragazza della mensa), John Leeson (voce di K-9, Mark III)

## Finestre nel tempo
- Titolo originale: The Girl in the Fireplace
- Diretto da: Euros Lyn
- Scritto da: Steven Moffat

### Trama

Il Dottore insieme a Madame de Pompadour in una scena dell'episodio

Il Dottore, Rose e Mickey escono dal TARDIS con grande euforia e guardandosi intorno si accorgono di trovarsi su una nave spaziale del LI secolo alla deriva, i cui motori sono alla massima potenza ma la nave è immobile. Il Dottore, in una sala adiacente, trova un caminetto originale del XVIII secolo, e, attraverso le fiamme, scorge una bambina nella sua stanza da letto. Il Dottore chiede informazioni e scopre che la bambina si chiama Reinette, e vive nella Parigi del 1727. Il Dottore spiega a Rose e a Mickey che tutta l'energia dei motori è convogliata in una sorta di “buco nell'universo”, un collegamento spazio-temporale con la Francia del XVIII secolo. Subito dopo trova una leva per girare il caminetto e va da Reinette, la quale spiega che dal loro ultimo incontro sono passati mesi. Sotto al letto della bambina trova un androide con un meccanismo simile ad un orologio, travestito, che ticchetta. Scoperto il “Mostro” lo interroga sul perché della finestra su Reinette ed esso spiega che gli serve la bambina, ma che è ancora “incompleta” a questo punto, il Dottore lo porta nell'astronave, dove lo immobilizza con un estintore, anche se, subito dopo l'androide si teletrasporta in un altro punto della nave. Il dottore ritorna in Francia, dicendo a Rose di non allontanarsi. Lì troverà Reinette adulta, che lo riconosce e lo bacia, e allora capisce che si tratta di Madame de Pompadour. Tornato a bordo, non trovando Rose e Mickey, va a cercarli e, una volta insieme, trovano un'altra finestra, piazzata in un altro momento della vita della Pompadour. Anche qui, degli androidi la stanno attaccando, quando il dottore interviene e interroga i robot sull'assenza di umani a bordo, e loro rispondono che “gli mancavano i pezzi” (il Dottore capisce che hanno usato gli organi dei membri dell'equipaggio come pezzi di ricambio per riparare l'astronave), scoprendo anche che vogliono il cervello di Reinette, per comandare la nave, ma avrebbero dovuto prenderlo quando questa avesse avuto 37 anni (età dell'astronave). In seguito, gli androidi trovano la porta giusta e chiudono tutte le entrate, ma il Dottore, con un cavallo trovato a bordo, rompe una delle porte chiuse e salva Madame de Pompadour. Convinto di essere rimasto bloccato nel passato insieme a Reinette, il Dottore accetta l'idea di restare insieme a lei, ma la donna, pur amandolo, gli rivela di aver portato a Versailles il caminetto che si trovava nella sua stanza quand'era bambina. Il dottore riesce quindi a tornare sull'astronave promettendo a Reinette, prima di andarsene, che sarebbe tornato di lì a poco per portarla con sé a vedere le stelle. 
Dopo pochi minuti il Dottore torna a Versailles attraverso il passaggio nel caminetto ma trova una stanza buia dove Re Luigi gli rivela che sono passati anni dall'ultima volta che il Dottore è stato lì e che Madame de Pompadour è morta, a soli 43 anni, per una malattia. 
Re Luigi consegna al Dottore una lettera di Reinette e lui, sconfortato, torna nell'astronave dove la legge e scopre che lei ha sempre aspettato, fino in punto di morte, il suo ritorno.
Prima di partire, Rose chiede al Dottore come mai i robot ad orologeria volessero proprio il cervello della Pompadour, ed egli risponde che probabilmente era dovuto ad un danno al computer di bordo. Dopo che il trio se ne è andato via con il TARDIS, l'inquadratura si sposta al di fuori dell'astronave, a prua, dove si legge il suo nome: “S.S. Madame de Pompadour”.
- Altri personaggi: Noel Clarke (Mickey Smith), Sophia Myles (Reinette/Madame de Pompadour), Ben Turner (Re Luigi XV di Francia), Jessica Atkins (giovane Reinette), Angel Coulby (Katherine), Gareth Wyn Griffiths (maggiordomo), Paul Kasey (uomo a orologeria), Ellen Thomas (donna a orologeria)

## L'ascesa dei Cyberuomini (prima parte)
- Titolo originale: Rise of the Cybermen
- Diretto da: Graeme Harper
- Scritto da: Tom MacRae

### Trama
Casualmente il Dottore, Rose e Mickey finiscono intrappolati in un universo parallelo. Qui il mondo è praticamente controllato dalla Cybus Industries, un'azienda informatica che ha inventato degli strani auricolari multifunzione, che ormai portano tutti. Questi permettono alla gente di rimanere psichicamente in contatto in tempo reale con la rete Internet e di sapere tutto ciò che accade istantaneamente. In questa realtà si scopre che il padre di Rose, Peter, è ancora vivo e famoso per aver inventato delle bibite dietetiche. È ricco e sposato con la moglie Jackie (la madre di Rose), ma senza figlie. L'unica "Rose" che vive con loro è una cagnolina.

La Cybus Industries sta tramando di "migliorare" l'apparato che gli umani indossano e trasformare letteralmente questi ultimi in autentici cyborg, privi di sentimenti e tutti uguali. Il progetto nasce dalla mente di John Lumic, proprietario delle Cybus Industries, condannato da una malattia su una sedia a rotelle. Inizialmente il suo interesse consisteva nel creare un nuovo corpo per se stesso e per chiunque non voglia ammalarsi o soffrire ma poi i suoi metodi ed obbiettivi cominciano a degenerare. La sperimentazione viene infatti effettuata su cavie umane che vengono prelevate tra i senza tetto della città e successivamente comincia ad intravedere la possibilità di raggiungere il potere tramite la trasformazione degli esseri umani in cyborg facilmente controllabili. Per portare la popolazione nelle sue fabbriche di trasformazione utilizza l'auricolare che tutti indossano come oggetto indispensabile per essere collegati alla rete globale.
- Altri interpreti: Noel Clarke (Mickey Smith/Ricky Smith), Camille Coduri (Jackie Tyler "alternativa"), Shaun Dingwall (Pete Tyler "alternativo"), Roger Lloyd Pack (John Lumic), Andrew Hayden-Smith (Jake Simmonds), Don Warrington (Il Presidente), Colin Spaull (Mr. Crane), Mona Hammond (Rita-Anne), Helen Griffin (Mrs. Moore), Paul Antony-Barber (Dr. Kendrick), Adam Shaw (Morris), Andrew Ufondo (soldato), Duncan Duff (annunciatore), Paul Kasey (Cyber-Leader), Nicholas Briggs (voce dei Cyberuomini)

## L'ascesa dei Cyberuomini (seconda parte)
- Titolo originale: The Age of Steel
- Diretto da: Graeme Harper
- Scritto da: Tom MacRae

### Trama
Il Dottore, Rose, Mickey e un gruppo di rivoltosi chiamati i Predicatori (che comprende anche l'alter-ego di Mickey, Ricky) cercano di bloccare il meccanismo di trasformazione degli umani in cyborg da parte della Cybus Industries. John Lumic ha già eliminato il presidente della Gran Bretagna (che in questa realtà pare non avere un primo ministro o una Regina) e punta ad attuare il suo piano lanciando un segnale ipnotico alla popolazione (tramite gli auricolari) che si sta recando nelle fabbriche per la trasformazione. Ignaro di questo progetto anche il padre di Rose ha collaborato con le Cybus Industries ma ora decide di stare al fianco del Dottore e dei Predicatori. Alla fine anche sua moglie e madre (alternativa) di Rose verrà trasformata in un cyborg e morirà come tutti i neo cyborg. Difatti il Dottore scopre che l'unico modo per umanizzarli è rompere il "fermo" meccanico legato ai sentimenti umani, l'unica cosa che impedisce loro di provare sentimenti, ma una volta umanizzati gli umanoidi morirebbero scoprendo di essere intrappolati in fredde macchine.

Muore anche Ricky, l'alter-ego di Mickey, e quest'ultimo decide di rimanere in questa realtà parallela, visto che nella sua realtà si sente fuori posto e spesso lamenta di sentirsi di incomodo tra il Dottore e Rose (inoltre in questo universo sua nonna è ancora viva e può aver bisogno di lui dal momento che è una non vedente), pur sapendo che è impossibile tornare a riprenderlo: ormai le porte tra le dimensioni si sono quasi del tutto sigillate e anche per il Dottore non è possibile compiere un viaggio in un universo parallelo.
- Altri interpreti: Noel Clarke (Mickey Smith/Ricky Smith), Camille Coduri (Jackie Tyler "alternativa"), Shaun Dingwall (Pete Tyler "alternativo"), Roger Lloyd Pack (John Lumic), Andrew Hayden-Smith (Jake Simmonds), Colin Spaull (Mr. Crane), Helen Griffin (Mrs. Moore), Duncan Duff (annunciatore), Paul Kasey (Cyber-Controllore), Nicholas Briggs (voce dei Cyberuomini)

## La Trasmittente
- Titolo originale: The Idiot's Lantern
- Diretto da: Euros Lyn
- Scritto da: Mark Gatiss

### Trama
Il Dottore e Rose si ritrovano nella Londra del 1953, alla vigilia della incoronazione di Elisabetta II. Le televisioni stanno facendo la loro apparizione nei salotti delle case, ma un essere alieno incorporeo di natura energetica penetra nei televisori di un quartiere della città. Si manifesta con un volto femminile rassicurante e gioviale ed usa lo schermo del televisore per assorbire l'energia degli esseri umani, i quali rimangono privi della loro faccia e personalità. Dal momento che l'incoronazione della nuova sovrana Elisabetta è destinato ad essere il primo grande avvenimento seguito dal nuovo pubblico televisivo, l'alieno decide di approfittarne per assorbire l'energia di milioni di uomini e donne. Per realizzare il suo piano ha bisogno di attaccarsi ad un grande ripetitore per le trasmissioni e assoggetta la volontà di un commerciante per attuarlo. Commette però l'errore di rubare il volto di Rose e questo porta il Dottore a indagare sull'evento e a capirne il piano. Di conseguenza riesce a bloccare l'essere incorporeo proprio il 2 giugno (giorno dell'incoronazione), registrandolo su una videocassetta di un videoregistratore da lui ideato e montato. Fortunatamente il volto delle persone torna a riprendere i lineamenti perduti e anche Rose torna quella di prima. La minaccia sembra svanita e il tutto accade mentre gli inglesi (e non solo) guardano estasiati l'incoronazione della loro nuova regina.
- Altri interpreti: Maureen Lipman (La Trasmittente), Ron Cook (Mr. Magpie), Jamie Foreman (Eddie Connolly), Debra Gillett (Rita Connolly), Rory Jennings (Tommy Connolly), Margaret John (Nonna di Tommy), Sam Cox (Detective Ispettore Bishop), Ieuan Rhys (Crabtree), Jean Challis (Zia Betty), Christopher Driscoll (guardia di sicurezza), Marie Lewis (signora Gallagher)

## L'abisso di Satana (prima parte)

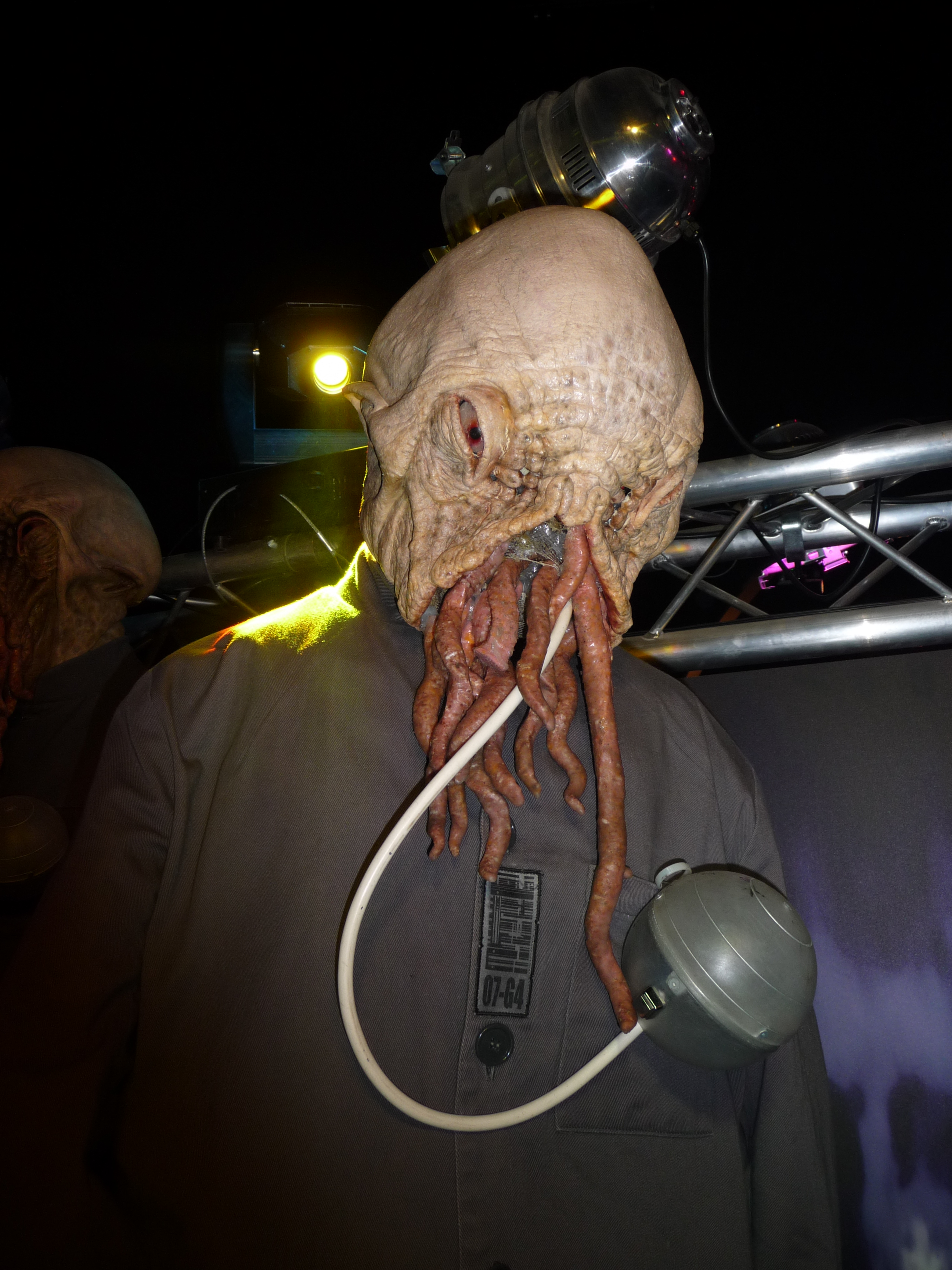
Un Ood in mostra alla Doctor Who Exhibition

- Titolo originale: The Impossible Planet
- Diretto da: James Strong
- Scritto da: Matt Jones

### Trama
Il Dottore e Rose finiscono su una base spaziale situata su un piccolo pianeta, in orbita intorno a un buco nero. Secondo le leggi della fisica quest'orbita sarebbe impossibile, ma qualcosa, all'interno del pianeta, genera un potente campo gravitazionale che lo protegge. Su questa stazione si sono rifugiati alcuni viaggiatori, che scavano verso la potente fonte di energia per carpirne i segreti. Con loro vive un gruppo di Ood, creature nate apposta per servire gli umani. Gli Ood comunicano con le persone tramite piccole sfere bianche, che traducono i loro pensieri in parole. Su quel pianeta cominciano ad accadere strane cose e tutto si complica quando una strana presenza comincia a manifestarsi. Si scoprirà essere Satana, il demonio in persona. Egli s'è impossessato di uno dei membri della stazione umana, e ne ha ucciso un altro. Inoltre, un terremoto provoca la caduta del Tardis in una voragine immensa, e neanche per il Dottore e per Rose c'è via di fuga.
- Altri interpreti: Danny Webb (Mr. Jefferson), Shaun Parker (Zachary Cross Flane), Claire Rushbrook (Ida Scott), Will Thorp (Toby Zed), Ronny Jhutti (Danny Bartock), MyAnna Buring (Scooti Manista), Paul Kasey (Ood), Gabriel Woolf (voce della Bestia), Silas Carson (voce degli Ood)

## L'abisso di Satana (seconda parte)
- Titolo originale: The Satan Pit
- Diretto da: James Strong
- Scritto da: Matt Jones

### Trama
Satana si impossessa degli Ood e grazie a loro tenta di eliminare gli abitanti della stazione. Questi ultimi, grazie ad una trivella, riescono a bucare la roccia fino al centro del pianeta e così, per scoprire cosa nasconde e recuperare il TARDIS, il Dottore ed una delle persone del gruppo si calano nella voragine. Satana, intanto, fa in modo di bloccare in profondità nel sottosuolo il Dottore e la donna che lo accompagna. Questi ultimi decidono di proseguire e fanno una scoperta incredibile: trovano una sorta di prigione, in cui è intrappolata la Bestia, ovvero Satana. Purtroppo appare chiaro che nella prigione, di Satana è rimasto solo il corpo: la sua "anima", infatti, è riuscita a evadere e si è impossessata di un membro della spedizione.
Nel frattempo, dopo vari problemi, il gruppo rimasto sulla superficie decide di rinunciare a scoprire il segreto della fonte energetica, e tornare a casa. Partono così con la loro navicella, convinti che il Dottore e la donna siano morti. Naturalmente non è così, e non appena recuperano il TARDIS vanno in soccorso della navicella, che si trova in difficoltà: infatti, il pozzo gravitazionale che protegge il pianeta si sta affievolendo, e loro non riescono più a contrastare la gravità del buco nero. Inoltre, Satana (attraverso l'uomo posseduto di cui ha preso il controllo) attacca anche l'equipaggio della navicella. Rose lo scaglia fuori dall'astronave, facendolo cadere nel buco nero. Il Dottore arriva in tempo per salvare gli umani (compresa Rose), trascinandoli fuori dal buco nero per mezzo del TARDIS.
- Altri interpreti: Danny Webb (John Maynard Jefferson), Shaun Parkes (Zachary Cross Flane), Claire Rushbrook (Ida Scott), Will Thorp (Toby Zed), Ronny Jhutti (Danny Bartock), Paul Kasey (Ood), Gabriel Woolf (voce della Bestia), Silas Carson (voce degli Ood)

## Sulle tracce del mito
- Titolo originale: Love & Monsters
- Diretto da: Dan Zeff
- Scritto da: Russell T. Davies

### Trama
Elton è un ragazzo londinese che con una telecamera ricostruisce la storia dei suoi incontri con il Dottore, fin da quando aveva 3 anni e lo vide in casa sua. Rivediamo con i suoi occhi alcuni degli episodi chiave di questa stagione e della precedente. Conosce poi Ursula Black, che lo introduce in un piccolo gruppo di "studiosi" del Dottore di cui fanno parte il signor Skinner, Bridget e Bliz e decidono di chiamarsi L.I.N.D.A. (London Investigation 'N' Detective Agency). Con il tempo però i loro rapporti si intensificano e diventano più un gruppo di amici che un'associazione investigativa. Fino all'arrivo di Victor Kennedy, un uomo molto strano che li riporta al loro interesse originario e diventa il loro capo. Dopo mesi di ricerca Elton finalmente vede il TARDIS, il Dottore e Rose ma scappa. Victor decide così di puntare sulla ricerca di Rose ed Elton trova Jackie, la madre di Rose, con la quale cerca di creare un rapporto per ottenere informazioni. Lentamente alcuni membri del L.I.N.D.A iniziano a sparire e quando Jackie smaschera Elton, quest'ultimo si ribella a Victor e decide di smettere di cercare il Dottore. Con Ursula scopre però che Victor è un alieno che assorbe le sue vittime, un Arbzorbaloff del pianeta Glomm, e, mentre scappa, il Dottore appare con il TARDIS per salvarlo. Insieme al L.I.N.D.A riescono a sconfiggere l'Arbzorbaloff ma per Ursula e gli altri è troppo tardi e muoiono. Parlando con il Dottore, Elton scopre che quella sera di tanti anni prima era venuto in casa sua per cercare un'ombra sfuggita dalla sala del gemito, ma non era riuscito a salvare sua madre. Riesce a salvare però Ursula, anche se in una forma un po' particolare.
- Altri interpreti: Marc Warren (Elton Pope), Camille Coduri (Jackie Tyler), Peter Kay (Victor Kennedy/Abzorbaloff), Shirley Henderson (Ursula Blake), Simon Greenall (Mr. Skinner), Moya Brady (Bridget), Kathryn Drysdale (Bliss), Paul Kasey (Hoix), Bella Emberg (Mrs. Croot)

## La disegnatrice
- Titolo originale: Fear Her
- Diretto da: Euros Lyn
- Scritto da: Matthew Graham

### Trama
Londra, 2012. La città si sta preparando ad accogliere le 30esime Olimpiadi. Il Dottore e Rose finiscono in un quartiere in cui, da circa una settimana, spariscono molti bambini. La causa di ciò è un piccolo alieno impossessatosi di una bambina di nome Chloe che, disegnando i bambini su dei fogli, li "trasferisce" all'interno di essi. La bambina è terribilmente spaventata dagli incubi che fa, riguardanti suo padre, morto un anno prima, e sembra trovare sfogo nel disegnare continuamente ritratti di bambini del suo quartiere. Il Dottore scopre il tipo di alieno che è entrato nel corpo di Chloe e lo descrive come un essere abituato a viaggiare nell'universo in compagnia dei suoi simili. Per una casualità è caduto sulla Terra e usa la bambina come catalizzatore per attrarre altri individui che possano placare il suo senso di solitudine. Durante la cerimonia di apertura dell'Olimpiade obbliga Chloe a disegnare lo stadio olimpico per catturare l'intero pubblico presente e persino il Dottore e il TARDIS. Rose riesce però a ritrovare la navicella aliena e la riattiva con l'energia generata dalla fiaccola olimpica. L'alieno lascia immediatamente Chloe per ritornare nello spazio, liberando tutte le persone rubate alla nostra realtà. Il Dottore trova anche il tempo per togliersi un capriccio ed è lui a portare la Fiaccola olimpica nei chilometri finali per poi accendere il braciere delle olimpiadi.
In questa puntata il Dottore rivela a Rose di essere stato padre.
- Altri interpreti: Nina Sosanya (Trish), Abisola Agbaje (Chloe Webber), Edna Doré (Maeve), Tim Faraday (padre di Tom), Abdul Salis (Kel), Richard Nichols (guidatore), Erica Eirian (vicino), Stephen Marzella (agente di polizia), Huw Edwards (commentatore)

## L'esercito dei fantasmi (prima parte)
- Titolo originale: Army of Ghosts
- Diretto da: Graeme Harper
- Scritto da: Russell T. Davies

### Trama
Da un po' di tempo, ad intervalli regolari, in tutto il mondo appaiono strane forme semitrasparenti, simili a fantasmi. Il Dottore scopre che esse sono provocate dall'Istituto Torchwood e che sono causati da una breccia, aperta dall'istituto, che collega la realtà con il mondo parallelo in cui il Dottore, Rose e Micky erano finiti tempo prima. A Torchwood è anche presente una strana sfera dorata, priva di peso, massa e forza gravitazionale. La sfera è una nave costruita appositamente per attraversare il vuoto tra le dimensioni. Quelli che sono ritenuti fantasmi si rivelano dei cyber-uomini provenienti dalla realtà parallela intenzionati a "migliorare" anche gli umani di questo mondo. Ma la sfera non è stata creata da loro: in contemporanea, dalla sfera escono quattro Dalek, apparentemente gli unici sopravvissuti alla Guerra del Tempo. Quando i Dalek ed i cyber-uomini scoprono la loro reciproca presenza sul pianeta, si dichiarano guerra.
- Altri interpreti: Camille Coduri (Jackie Tyler), Noel Clarke (Mickey Smith), Tracy-Ann Oberman (Yvonne Hartman), Raji James (Dr. Rajesh Singh), Freema Agyeman (Adeola Oshodi), Hadley Fraser (Gareth), Oliver Mellor (Matt), Barbara Windsor (Peggy Mitchell), Derek Acorah (sé stesso), Alistair Appleton (sé stesso), Trisha Goddard (sé stessa)

## L'esercito dei fantasmi (seconda parte)
- Titolo originale: Doomsday
- Diretto da: Graeme Harper
- Scritto da: Russell T. Davies

### Trama
I Dalek hanno portato sulla Terra l'Arca della Genesi, una prigione creata dai Signori del Tempo e una volta aperta libera sul pianeta migliaia di Dalek tenuti prigionieri. Scoppia così una guerra fra i cyber-uomini ed i Dalek che ha come campo di battaglia proprio il pianeta Terra. Il Dottore, Rose, Jackie e Mickey stanno combattendo fra due fazioni.
Il Dottore ha trovato un modo per liberare la Terra da entrambi gli oppressori e per farlo ha in mente di aprire la breccia e fare così in modo che tutti coloro che provengono proprio da essa o che l'hanno attraversata vengano attirati al suo interno, per poi richiudere definitivamente l'apertura. L'unico inconveniente è che, essendo stati nella realtà parallela, anche il Dottore, Rose e Mickey saranno attirati nella breccia per sempre. Così, insieme al "padre alternativo" di Rose, Peter, tutti escogitano di teletrasportarsi nella realtà alternativa e sfuggire così al risucchio della breccia. Jackie, Rose e Mickey acconsentono, ma il Dottore deve rimanere lì per aprire la breccia e così anche Rose decide di rimanere, spezzando il cuore della madre. Peter, Jackie e Mickey tornano nel mondo parallelo, mentre il Dottore e Rose aprono la breccia. Milioni di Dalek e di cyber-uomini vengono violentemente risucchiati nel vuoto tra le dimensioni, mentre i due eroi si assicurano a dei congegni. Purtroppo una delle leve che apre la breccia cede prima della fine e Rose si stacca dal perno per riaprire la leva venendo attirata nella breccia. Pochi istanti prima di finire nel vuoto, il suo padre alternativo ricompare e istantaneamente la porta con sé nel mondo parallelo.
La breccia si chiude. Rose e il Dottore si sono separati per sempre, ma il Dottore riesce comunque a trovare un modo per dire addio a Rose. Il loro ultimo incontro avviene in un luogo della costa norvegese dove il Dottore riesce a trasmettere un'immagine di se stesso per qualche minuto. Rose lo raggiunge guidata da un sogno e prima che svanisca gli dichiara il suo amore. Prima che il Dottore dica le sue ultime parole a Rose, il collegamento si interrompe, e quindi il Signore del Tempo rimane solo nel suo TARDIS in lacrime, ma ad un tratto una persona, una donna in abito da sposa, si materializza all'interno del TARDIS. Il Dottore incredulo non capisce cosa stia succedendo, mentre la misteriosa donna gli chiede come sia finita lì.
- Altri interpreti: Camille Coduri (Jackie Tyler), Noel Clarke (Mickey Smith), Shaun Dingwall (Pete Tyler), Andrew Hayden-Smith (Jake Simmonds), Tracy-Ann Oberman (Yvonne Hartman), Raji James (Dr. Rajesh Singh), Paul Kasey (Cyber Leader), Nicholas Briggs (voce dei Dalek e dei Cybermen), Catherine Tate (Donna Noble)